# Кавалер розы
«Кавалер розы» (нем. Der Rosenkavalier; другие варианты перевода «Кавалер роз», «Кавалер с розой») — комическая опера Рихарда Штрауса, созданная в 1909—1910 годах на либретто Гуго фон Гофмансталя. Премьера оперы в постановке режиссёра Макса Рейнхардта состоялась 26 января 1911 года в Королевском оперном театре в Дрездене (дирижировал Эрнст фон Шух).

## История создания
Опера сочинена Рихардом Штраусом в 1909—1910 годах в сотрудничестве с драматургом Гуго фон Гофмансталем, который ранее уже написал либретто для другой оперы Штрауса — «Электра». В дальнейшем этот творческий союз продолжился, и были созданы «Ариадна на Наксосе», «Женщина без тени», «Елена Египетская» и «Арабелла».
11 февраля 1909 года Гофмансталь сообщил в письме композитору, что закончил работу над сценарием оперы: «Действие развивается очень просто и доступно пониманию даже самой наивной публики. Толстый, начинающий стареть самонадеянный  господин, намеревающийся жениться и пользующийся расположением отца нравящейся ему девушки, вытесняется молодым красавцем — что может быть проще?» При создании либретто Гофмансталь стремился точно стилизовать его под произведения XVIII века, в частности под оперы Моцарта. В то же время, композитор проявил при сочинении музыки больше вольности, осознанно допуская анахронизмы и, как отмечают музыковеды, «сочетая мелодику, характерную для старого времени (сцена поднесения розы, канцонетта итальянского певца), с вальсами, представляющими даже не XIX, а XX век». 
Опера была начата в конце апреля 1909 года. Работа над партитурой была закончена 26 сентября 1910 года на вилле композитора в Гармише (недалеко от Мюнхена). На рукопись было помещено посвящение: «Моим дорогим родственникам, семейству Пшорр в Мюнхене». Премьера оперы состоялась 26 января 1911 года в Королевском оперном театре в Дрездене. На следующий день она была представлена в Нюрнберге. В том же году премьеры состоялись в Мюнхене, Бремене, Франкфурте-на Майне, Берлине, Базеле, Милане, Праге, Вене, Будапеште.
В «Кавалере розы» содержатся и элементы пародии. Например, в сцене между Октавианом и Маршальшей из первого акта оперы присутствует отсылка к любовной сцене из второго акта «Тристана и Изольды» Рихарда Вагнера.
Российским зрителям опера практически неизвестна. Впервые её поставил в 1928 году в Ленинграде Сергей Радлов. Следующая по времени постановка была осуществлена в 2012 году труппой Большого театра.

## Содержание
Действие I
Спальня супруги маршала Верденберга. Граф Октавиан (семнадцатилетний юноша) стоит на коленях перед маршальшей, пылко объясняясь ей в любви. Внезапно снаружи доносится шум. Это кузен маршальши барон Окс ауф Лерхенау. Она умоляет графа бежать. Октавиан едва успевает переодеться в платье горничной, как дверь распахивается. Барон Окс просит княгиню порекомендовать ему юного аристократа, который по обычаю должен отнести серебряную розу невесте Окса Софи, дочери богача Фаниналя, недавно ставшего дворянином. Между делом барон обращает внимание на горничную, как выясняется, по имени Мариандль, не успевшую скрыться, которая ему очень нравится. Княгиня рекомендует в качестве свата Октавиана. Наступает час приема утренних посетителей. Среди них — авантюристы Вальцакки и Аннина. Просят о помощи благородная вдова и трое её сыновей. Пока флейтист играет, а певец поет, парикмахер причесывает маршальшу.
Оставшись одна, хозяйка дома с грустью смотрит на себя в зеркало, вспоминая юность. Возвращается Октавиан. Он хочет утешить печальную возлюбленную, но та уклоняется от его объятий: время бежит, и она знает, что скоро Октавиан покинет её. Юноша не хочет слышать об этом. Но княгиня просит его уйти. Вспомнив, что не выполнила поручения Окса, она передает с негритенком серебряную розу для Октавиана.
Действие II
Гостиная в доме Фаниналя, где царит волнение: ждут кавалера розы, а затем жениха. Входит Октавиан, одетый в бело-серебристый костюм. В руке у него серебряная роза. Софи взволнована. Глядя на девушку, юный граф спрашивает себя, как он мог жить без неё раньше. Молодые люди нежно беседуют. Но вот и жених, барон Окс. Он расточает пошлые комплименты Софи, поет непристойную песенку и совершенно отвращает от себя невесту. Октавиан и Софи остаются одни, девушка просит помочь ей: она совсем не хочет выходить замуж за глупого барона. Молодые люди в порыве любви обнимаются. Вальцакки и Аннина, поступившие на службу к Оксу, подсматривают за ними и зовут господина. Барон делает вид, что не придает значения случившемуся, и просит Софи подписать брачный контракт. Октавиан бросает ему в лицо оскорбления, выхватывает шпагу и слегка ранит его в руку. Барон считает рану смертельной. Все встревожены, Фаниналь прогоняет кавалера розы и грозит заточить Софи в монастырь. Барона укладывают в кровать. Вино придает ему сил, а ещё больше — записочка от камеристки маршальши Мариандль: она назначает ему свидание.
Действие III
Окраина Вены. Готовится розыгрыш барона. На службу к Октавиану перешли Вальцакки и Аннина. Сам он переоделся в женское платье и изображает Мариандль, с ним ещё пять подозрительных личностей. Входит барон с рукой на перевязи. Он спешит остаться наедине с мнимой камеристкой. Переодетый Октавиан изображает волнение, застенчивость. Его спутники, спрятавшиеся в комнате, периодически возникают в темных углах, пугая барона. Неожиданно входит дама в трауре (Аннина) с четырьмя детьми, которые бросаются к нему с криками «папа, папа», дама называет его своим мужем. Барон зовет полицию, но неожиданно сам оказывается в роли допрашиваемого.
В этот момент появляются Фаниналь и Софи, вызванные Октавианом. Комната наполняется персоналом гостиницы, музыкантами и разным сбродом. Октавиан незаметно переодевается в мужскую одежду. Все проясняется. Но тут возникает новое обстоятельство: прибывает маршальша. Барон, преследуемый жаждущими денег слугами, уходит, за ним расходятся остальные. Маршальша, Октавиан и Софи остаются втроем. Княгиня советует Октавиану следовать велениям сердца. Все трое взволнованы, Октавиан и Софи вновь клянутся в вечной любви.

## Действующие лица
| Партия                                                                 | Голос                              | Исполнитель на премьере 26 января 1911 Дирижёр Эрнст фон Шух        |
| ---------------------------------------------------------------------- | ---------------------------------- | ------------------------------------------------------------------- |
| Маршальша, княгиня Мария Тереза фон Верденберг                         | сопрано                            | Маргарета Зимс                                                      |
| Октавиан, граф Рофрано                                                 | меццо-сопрано                      | Эва фон дер Остен                                                   |
| Барон Окс, двоюродный брат Маршальши                                   | бас-баритон                        | Карл Перрон                                                         |
| Софи фон Фаниналь                                                      | сопрано                            | Минни Наст                                                          |
| Господин фон Фаниналь, отец Софи                                       | баритон                            | Карл Шайдемантель                                                   |
| Марианна, дуэнья Софи                                                  | сопрано                            | Риза Айбеншюц                                                       |
| Фальзаччи, интриган                                                    | тенор                              | Ханс Рюдигер                                                        |
| Аннина, его племянница и сообщница                                     | контральто                         | Эрна Фройнд                                                         |
| Нотариус                                                               | бас                                | Людвиг Эрмольд                                                      |
| Итальянский певец                                                      | тенор                              | Фриц Зут                                                            |
| Сироты-дворяне                                                         | сопрано, меццо-сопрано, контральто | Мари Кельдорфер, Гертруда Заксе, Паула Зайринг                      |
| Модистка                                                               | сопрано                            | Элиза Штюнцнер                                                      |
| Продавец животных                                                      | тенор                              | Йозеф Паули                                                         |
| Дворецкий Фаниналей                                                    | тенор                              | Фриц Зут                                                            |
| Полицейский комиссар                                                   | бас                                | Юлиус Путлиц                                                        |
| Дворецкий Маршальши                                                    | тенор                              | Антон Эрль                                                          |
| Хозяин гостиницы                                                       | тенор                              | Йозеф Паули                                                         |
| Кельнеры                                                               | теноры, басы                       | Йозеф Паули, Вильгельм Квидде, Рудольф Шмальнауэр, Роберт Бюссель   |
| Официанты                                                              | тенор, басы                        | Вильгельм Квидде, Рудольф Шмальнауэр, Роберт Бюссель, Франц Небушка |
| Мохаммед, арап Маршальши                                               | без пения                          |                                                                     |
| Флейтист, повар, цирюльник, помощник цирюльника, учёный, знатная вдова | без пения                          |                                                                     |
| Слуги, дети, полицейские, подозрительные личности                      |                                    |                                                                     |